# Värdshuset Månen

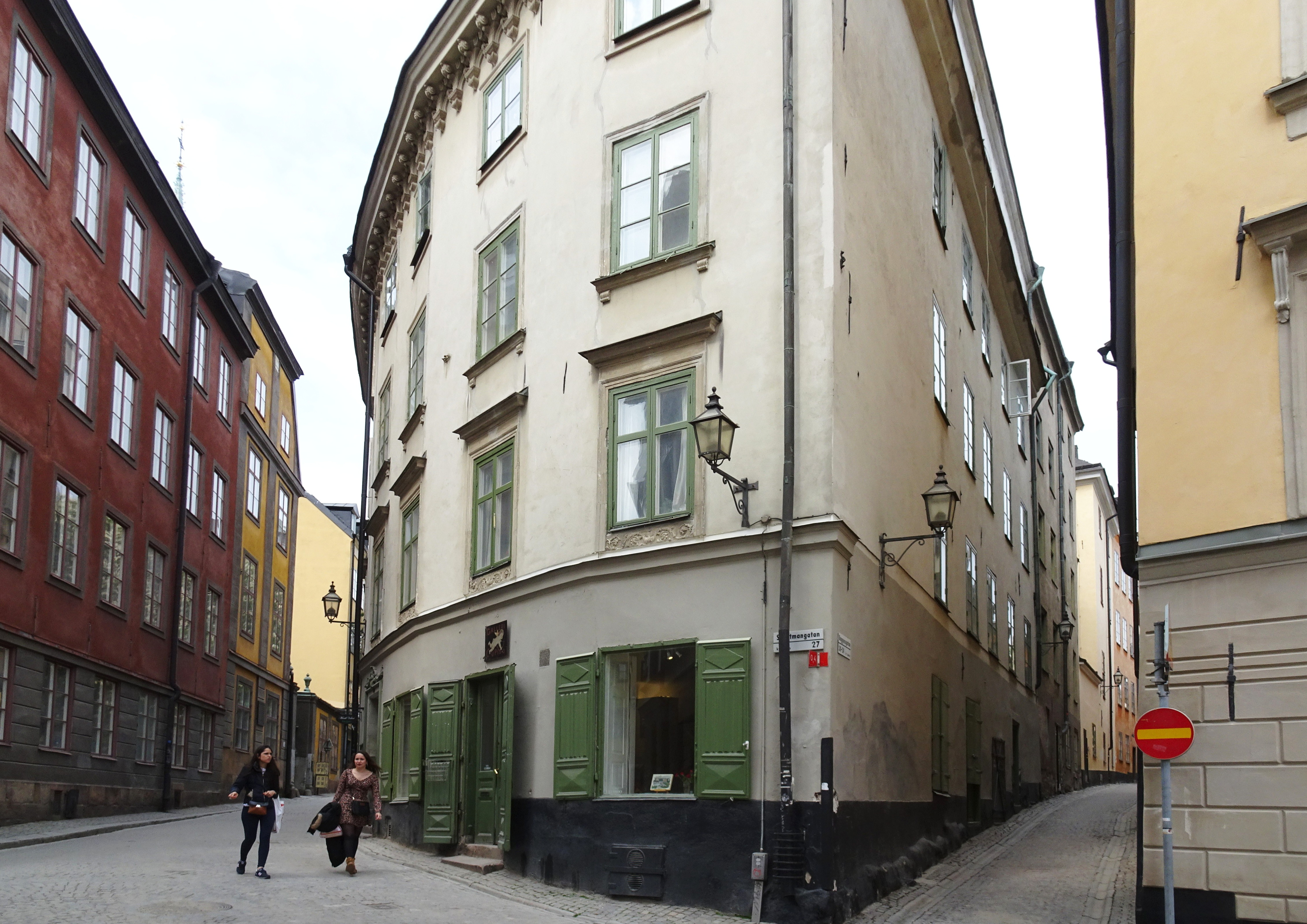
Fastigheten Cupido 1, före detta Baggens hus och platsen för värdshuset "Månen", maj 2016.

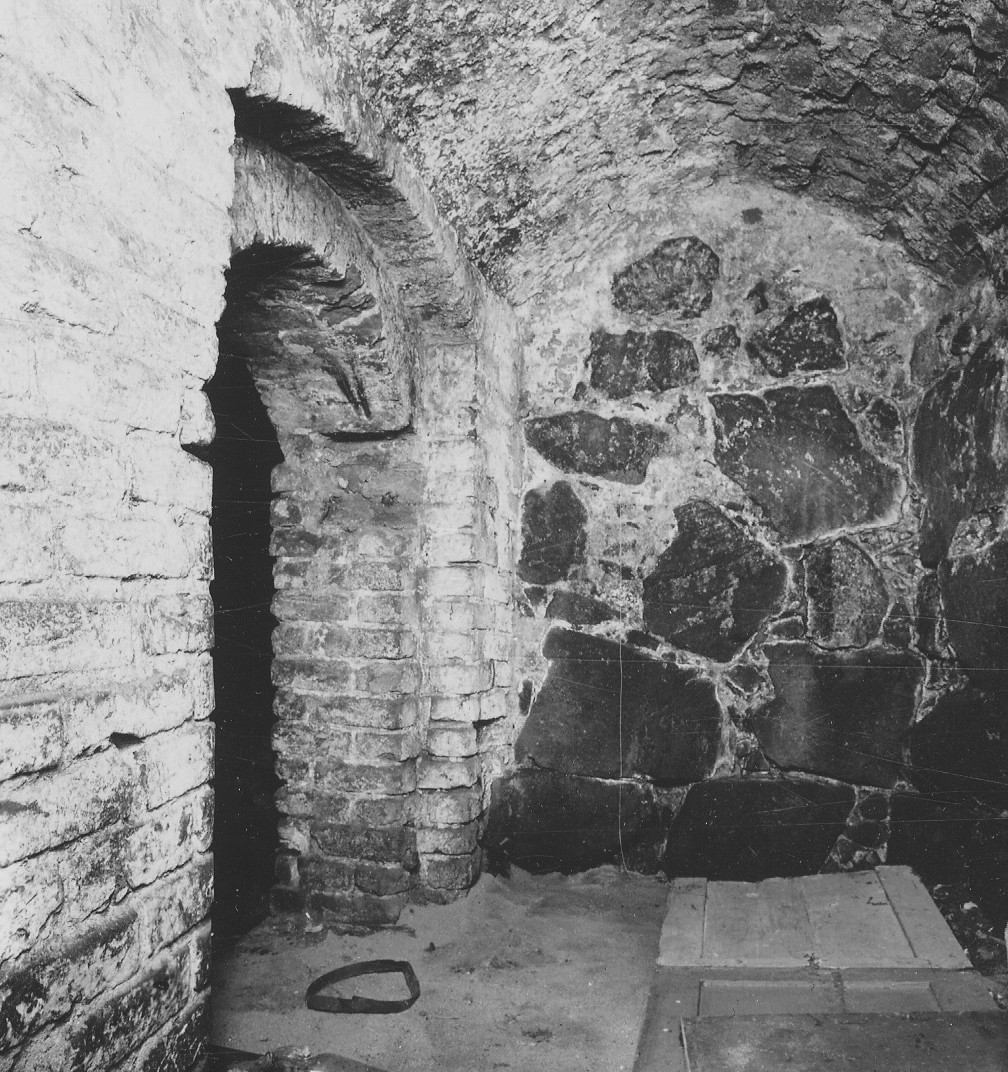
Stora källarrummet i Cupido 1, här låg troligen Månens vinkällare, foto 1940.

Värdshuset Månen var ett känt värdshus som på 1600-talet låg i kvarteret Cupido i hörnet Baggensgatan / Svartmangatan i Gamla stan, Stockholm.

## Historia
Månen var ett av sex värdshus i Staden mellan broarna som enligt kung Karl IX:s förordning från 1605 skulle hänga ut skyltar med symboler så att resande lätt kunde hitta dit. De sex värdshusen var Tre Kronor (i kvarteret Proserpina), Blå Örn (i kvarteret Medusa), Förgyllda Lejonet (i kvarteret Atlas) Gripen (i kvarteret Trivia), Solen (i kvarteret Medea) och så Månen (i kvarteret Cupido). Genom skyltningen blev de kända och privilegierade "storkällare" och deras ägare "officiell gästgivare" som fick ta hand om hovets utländska gäster och främmande sändebud.

## Värdshuset Månen
Didrik Fisk var den som 1605 fick privilegiet att skylta med en måne och troligen hyrde han hela eller delar av Baggens hus som  under 1500-talets senare hälft ägdes av amiralen Jakob Bagge. Fisk hette egentligen Didrich Fischer och var tysk köpman. Didrik Ficks gränd i Gamla stan är uppkallad efter honom. När han 1613 upphörde med verksamheten tog Thomas "Engelsmannen" Parker över som krögare. Han drev Månen från 1614 till 1641, samtidigt som han ägde och drev Källaren Stralsund. I slutet av 1600-talet bedrevs vinhandel av vinskänken Baltzar Dreiser på denna adress. Han hade förvärvat huset av generalmajoren Henrik Rehbinders arvingar, som i sin tur sannolikt fått det av sin styvmor, Anna Bure, sondotters dotter till Jakob Bagge d.ä.